# Роман

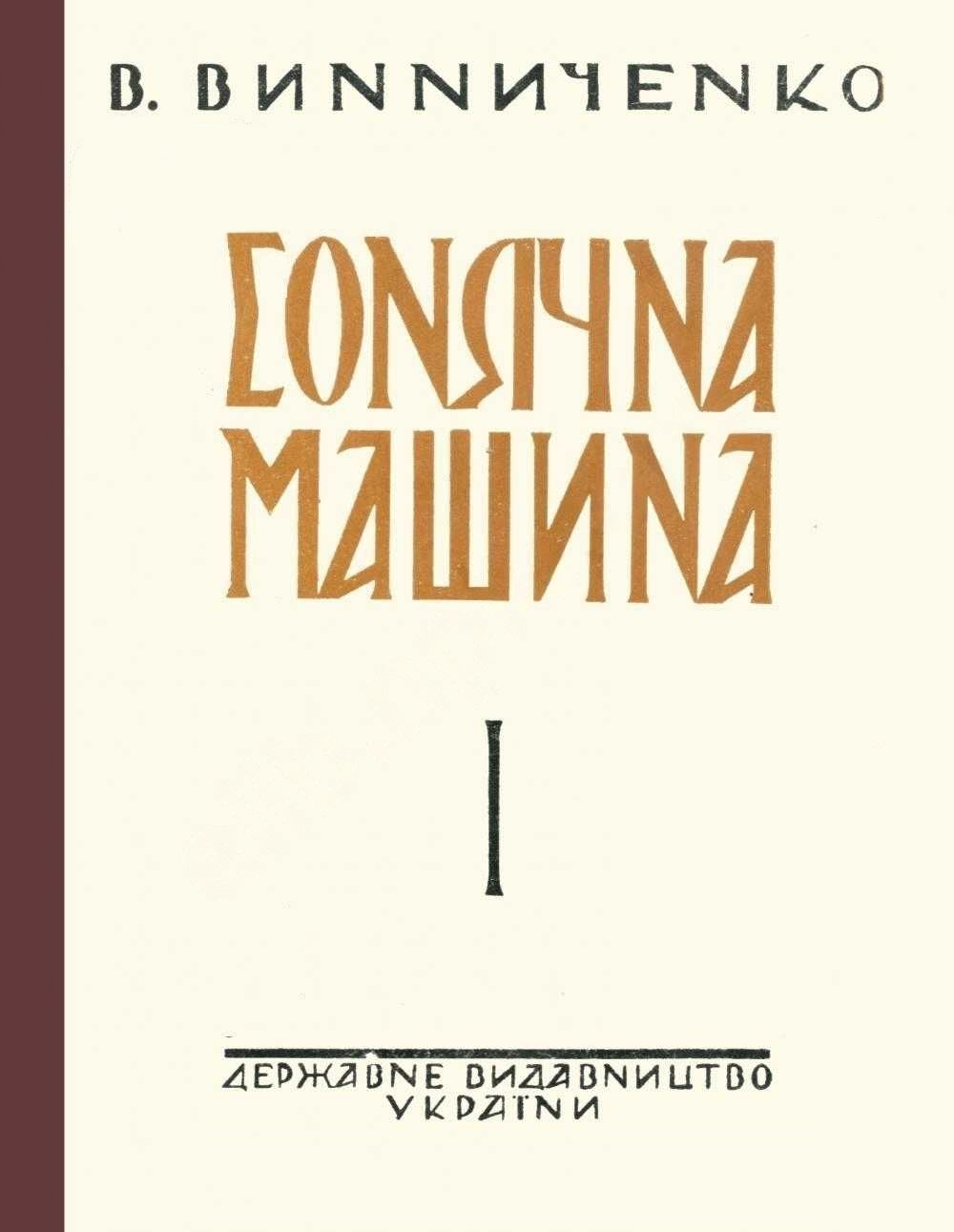
«Сонячна машина» (1928), перший український науково-фантастичний та утопічний роман українського письменника Володимира Винниченка

Рома́н (фр. roman — «романський») — літературний формат, найпоширеніший у XVIII—XX століттях; великий за обсягом, складний за будовою епічний твір, у якому широко охоплені життєві події, глибоко розкривається історія формування характерів багатьох персонажів.
Як літературний термін слово «роман» використав у XVI ст. англійський літературознавець Джордж Патенхем у праці «Мистецтво англійської поезії» (1589). Спочатку словом «роман» називали будь-які віршові твори, написані романською, а не латиною. Згодом так починають називати прозові твори зі специфічною тематикою — любовною. Про це згадує вже в XVII ст. французький дослідник П'єр-Даніель Юе (Pierre Daniel Huet) і говорить, що це історії «для задоволення та повчання».

## Характерні ознаки роману

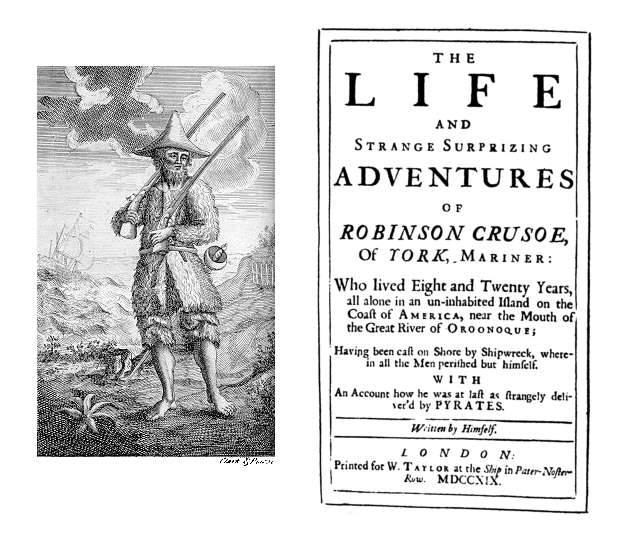
Перше видання роману «Робінзон Крузо» Данієля Дефо

Головними структурними елементами роману є оповідь та творений нею уявний світ у просторі й часі, населений персонажами, наповнений подіями, укладеними в сюжет. Крім оповіді (виклад від першої особи) або розповіді (виклад від третьої особи), роману властива пряма мова персонажів (у вигляді діалогів, монологів), описи, авторські відступи, а також невласне пряма мова (коли авторський виступ насправді представляє думки персонажа). Залежно від різновиду роману, авторського стилю чи творчої манери письменника співвідношення між ними різноманітні — від переваги оповіді (розповіді), що є характерним для класичного роману, до переваги опису, діалогу чи монологу (внутрішнього монологу у психологічному романі, опису в документальному романі, потоку свідомості в модерному романі, колажу з цитат, діалогів та монологів у постмодерному романі).
Оповідач у своїй класичній формі, сформованій реалістичним романом, — авторитарний творець уявного світу, який верховодить образами, формує їх, замикає в міцних, остаточних рамках своєї інтерпретації та оцінки. Роману XX ст. притаманний інший тип оповідача: оповідач часто вступає у «діалогічні стосунки з чужими свідомостями»; інші свідомості є рівноправними щодо нього, сам оповідач не володіє «істиною в останній інстанції», для перебігу сюжету стає характерна емергентність, тобто невизначеність, множинність напрямків розвитку оповіді. У такого роману є своя традиція — від Франсуа Рабле, Мігеля де Сервантеса, Ганса Гріммельсгаузена. Та особливо виразно риси такого поліфонічного роману, за висловом Михайла Бахтіна, проявилися у психологічному романі «Брати Карамазови» Федора Достоєвського. В українській літературі елементи діалогічності, поліфонії наявні вже в «Перехресних стежках» Івана Франка й широко використовуються сучасними авторами.
Оповідь визначає і сюжетну схему роману: від найпростішої, епізодичної, яку частіше спостерігаємо в повісті, оповіданні, до складної, розгорненої, притаманної творові з багатолінійним сюжетом. Якщо в романі XVIII—XIX ст. сюжет, як правило, відповідає хронологічному й логічному розгортанню подій, то у XX ст. спостерігається порушена причинно-часова послідовність, бо автор зміщує хронологічний і логічний перебіг подій. Пов'язані ідейним задумом, сюжетом, персонажами, романи утворюють дилогії, тетралогії та цикли.

## Історія жанру роману

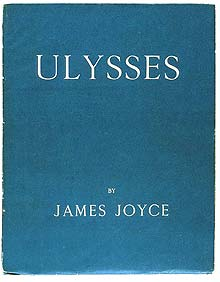
Обкладинка роману «Улісс» Джеймса Джойса

### Передісторія
Роман, як оповідний прозовий твір, знала і антична література: Лонг («Дафніс і Хлоя»), Харітон («Херей і Калліроя»), Геліодор («Ефіопіка») у давньогрецькій та Петроній («Сатирикон»), Апулей («Метаморфози або Золотий віслюк») у давньоримській, і давні східні літератури (пор. Чотири класичні романи або Ґендзі моноґатарі), проте зараз у літературознавстві прийнято відділяти ці літературні форми від сучасного роману.

### Зародження роману
У своїй сучасній формі роман почав зароджуватись у середині XII століття на хвилі прагнень ознайомити європейське суспільство (передусім французьке) з античними міфами, творами античних авторів. Епічні жести з їхніми розгалуженими сюжетами й численними персонажами також посприяли формуванню романного жанру. Так з'являються перші романи: «Роман про Александра», «Роман про Фіви», «Роман про Трою», «Роман про Енея» — компіляції, переспіви античних авторів. Тоді романом називали розповідний твір, написаний якоюсь із романських мов (не латинською). У середні віки також виникають лицарські романи (наприклад, цикл артурівських романів Кретьєна де Труа). Лицарські романи часто використовували сюжети таких епосів, як Пісня про Роланда чи Пісня про Гійома Оранжського та інших середньовічних жест. Ці твори часто були близькими до епічного жанру чи поезії й стилістично суттєво відрізнялись від роману у його сучасному вигляді, тому деякими дослідниками прийнято розглядати ці жанри разом з античним романом, окремо від сучасного.
В епоху Відродження з'являються пародії на лицарський середньовічний роман («Гаргантюа і Пантагрюель» Франсуа Рабле) — роман з елементами реалізму, у формі казки-сатири, запозиченої з фольклору; «Дон Кіхот» Мігеля де Сервантеса — прообраз реалістичного роману.

### Роман у XVIII—XIX століттях
Етапним для жанрового розвитку роману було XVIII ст. Саме тоді, в епоху Просвітництва, постали авантюрний роман («Історія Жіль Блаза» Алена-Рене Лесажа), сентиментальний роман («Сентиментальна подорож» Лоренса Стерна), готичний роман («Замок Отранто» Гораса Волпола), а також роман з елементами сатири й пародії («Мандри Гуллівера» Джонатана Свіфта, «Історія пригод Джозефа Ендрюса та його приятеля Авраама Адамса» Генрі Філдінга).
Як головний жанр у XVIII ст. роман виступає насамперед в англійській літературі. Класичних рис роман досягає у XIX ст. як реалістичний роман, якому передують романи, писані романтиками, — Йоганном Вольфгангом фон Ґете, Вальтером Скоттом, Віктором Гюго, Жорж Санд. Романтики розвинули історичний роман («Айвенго», «Роб Рой» Вальтера Скотта), стали з'єднувальною ланкою між романтичним і реалістичним романом. Реалістичний роман розвивають Оноре де Бальзак, Стендаль, Гюстав Флобер, Чарлз Дікенс, Олександр Пушкін, Лев Толстой, Федір Достоєвський, Панас Мирний, Болеслав Прус та ін.

### Роман у XX столітті
Радикальне оновлення романного жанру на початку XX століття відбулося завдяки таким авторам, як Джеймс Джойс, Марсель Пруст, Франц Кафка, Роберт Музіль. Експериментаторський роман також розвивали Вірджинія Вульф, Гайміто фон Додерер, Джон Дос Пассос, Жан-Поль Сартр, Альбер Камю, Кобо Абе, Хуліо Кортасар, Жорж Перек.
У XX столітті в романах з'являється новий тип оповідача, схильного до діалогізму з іншими свідомостями. Модерністські письменники відмовляються в своїх романах від всесильного і всезнаючого оповідача (голос автора), характерного для роману XIX століття. Сюжет роману розгортається з порушеною причинно-часовою послідовністю, хронологічний та логічний перебіг подій вже не відіграє важливої ролі, уперед виходить індивідуальна свідомість зі своїми непевностями, страхами, пристрастями чи байдужістю, що зазвичай відображається засобами потоку свідомості. Паралельно продовжував розвиватися класичний реалістичний роман (Ромен Роллан, Михайло Шолохов, Улас Самчук). Водночас багато письменників намагалися поєднати ці дві тенденції. Не відмовляючись від класичних здобутків жанру, вони вносили в романну оповідь й саму структуру нові елементи, виробляючи свій особливий стиль. Особливо вагомим був внесок таких авторів, як Анатоль Франс, Томас Манн, Генріх Манн, Роже Мартен дю Гар, Джон Голсуорсі, Андре Жід, Вільям Фолкнер, Ернест Хемінгуей, Еліас Канетті, Ясунарі Кавабата, Акутаґава Рюноске, Жоржі Амаду та ін.
Особливим шляхом пішов французький письменник Луї-Фердінан Селін, який у романі «Подорож на край ночі» вперше використав розмовну мову, а також можливості ритму оповіді, змішання стилів (ненормативна лексика поряд із науковими термінами). Стилістику, близьку до Селінової, розвивали в своїх творах Генрі Міллер, Філіп Рот, Чарльз Буковскі, Чак Поланік, Фредерік Беґбеде.
Важливим явищем в історії роману став так званий новий роман, що виник у 1950-х роках у Франції. Представники нового роману (Ален Роб-Ґріє, Наталі Саррот, Мішель Бютор, Клод Сімон) вдалися до трансформації романної структури, вивільнили роман від зовнішнього драматизму, зосередившись на внутрішньому світі людини. При цьому вони відкидали класичні засоби психологізації та типізації персонажів, вдаючись до стилістики потоку свідомості та тропізмів.
У 1950—1960-х роках у латиноамериканській літературі зародився напрямок магічного реалізму. Романи в цьому стилі поєднують у собі елементи реального та фантастичного. Найвидатнішими представниками цього напрямку є колумбійський письменник, лауреат нобелівської премії Габрієль Гарсія Маркес та аргентинець Хуліо Кортасар. Часом магічний реалізм інтерпретують значно ширше, зараховуючи до його авторів не лише латиноамериканців, а й таких письменників, як Італо Кальвіно, Салман Рушді, Харукі Муракамі, Бен Окрі, Милорад Павич, Мілан Кундера та Карлос Фуентес.

### Роман у XXI столітті
Новим явищем у розвитку романного жанру став так званий мобільний роман. Мобільний роман — це літературний твір, спочатку створений на мобільному телефоні з використанням сервісів текстових повідомлень. Цей тип романів спочатку виник у Японії, де отримав назву «кейтай сесецу» (яп. 携 帯 小说, кейтайсе:Сецу) та швидко став популярним літературним жанром як у Японії, так і в інших країнах, особливо в Китаї, США, Німеччині та Південній Африці. Один із перших мобільних романів називався «Глибоке кохання», він з'явився в Японії 2000 року й був підписаний псевдонімом Йосі. З 2007 року мобільні романи стали популярними і в Європі.

## Класифікація романів
Роман XX століття — це різноманітні типи й різновиди роману, при формуванні яких виразно спостерігається змішування жанрів. Єдиної класифікації різновидів роману немає. Залежно від літературних епох, періодів, течій, стилів і теоретичних засад розрізняють роман просвітницький, середньовічний, бароковий, сентиментальний, романтичний, екзистенціалістичний тощо. За змістом — соціальний, сімейно-побутовий, соціально-побутовий, історичний, філософський, сатиричний, пригодницький, біографічний, науково-фантастичний та ін.
За часом розгортання сюжету — історичний (зображуються минулі події), сучасний (зображуються теперішні події), роман про майбутнє (зображуються передбачені автором події, наприклад, у науково-фантастичному романі).
За тематикою чи зображуваним середовищем — урбаністичний роман, мариністичний роман, часом їх вважають підвидами роману, класифікованих за змістовим принципом, (наприклад, автобіографічний роман — різновид біографічного, роман на тему села — різновид соціального, родинний роман — різновид сімейно-побутового).

## Роман в Україні

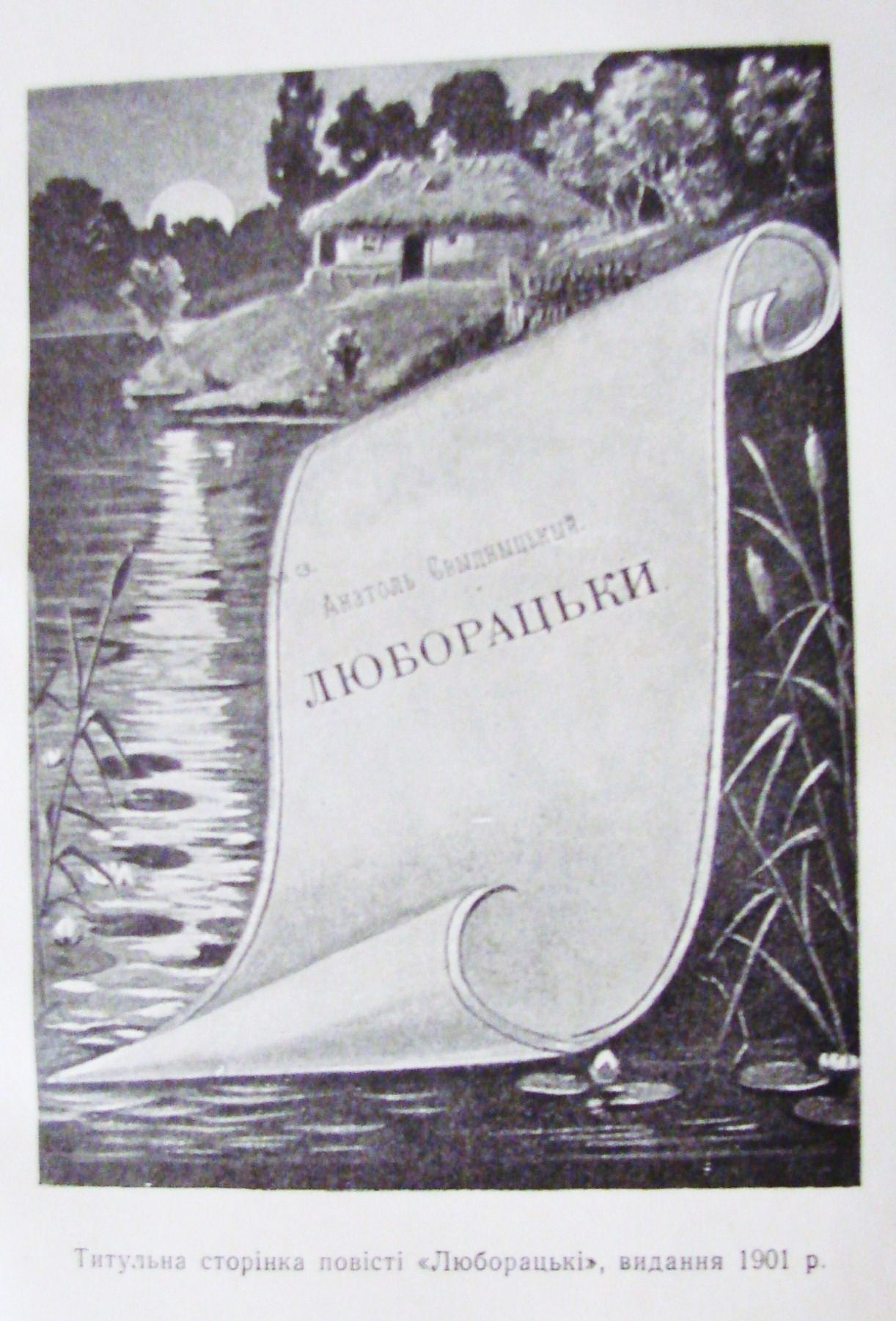
Титульна сторінка роману «Люборацькі» 1901 р.

В Україні роман з'явився пізніше, ніж в інших країнах Європи, що було зумовлено культурно-політичною ситуацією, гострою цензурою, що переслідувала все українське. Спочатку українські романи писалися російською мовою (Григорій Квітка-Основ'яненко, Євген Гребінка, Пантелеймон Куліш).
Першим романом українською мовою є «Чорна рада» Пантелеймона Куліша (1846). Значно розвинули український реалістичний роман Панас Мирний («Хіба ревуть воли, як ясла повні?», «Повія»), Анатолій Свидницький («Люборацькі»), Іван Франко («Лель і Полель», «Перехресні стежки», «Основи суспільності»). У епоху царської Росії українські романи, як і українська література загалом, зазнавали жорстких цензурних утисків: твори не друкувалися, з'являлися в спотвореному вигляді (напр. роман «Люборацькі») або ж вимушено публікувалися за межами України (роман «Хіба ревуть воли, як ясла повні?» був опублікований в 1880 році в Женеві).
Особливого розвитку в другій половині XIX століття набув жанр історичного роману та його різновидів: дидактично-моралізаторський роман («Князь Єремія Вишневецький», «Гетьман Іван Виговський» Івана Нечуя-Левицького), романтично-пригодницький роман («Руїна», «Молодість Мазепи» Михайла Старицького).
Розвиток українського роману першої половини XX століття пов'язаний із творчістю таких українських письменників, як Ольги Кобилянської («Земля», «Царівна», «Через кладку») , Агатангела Кримського («Андрій Лаговський»), Володимира Винниченка («Чесність з собою», «Божки», «Сонячна машина»), Віктора Петрова («Дівчина з ведмедиком», «Доктор Серафікус», «Без ґрунту»), Валер'яна Підмогильного («Місто», «Невеличка драма»), Миколи Хвильового («Вальдшнепи»), Уласа Самчука («Волинь», «Марія»), Наталени Королеви («Предок») та ін.
У середині 1920-х років про себе заявив український модерністський роман із характерною для нього жанровою відкритістю, експериментаторством та «здатністю до будь-яких модифікацій» (вислів Олекси Журенка). Окрім вже згаданих творів Хвильового, Підмогильного і Петрова, варто згадати роман «Недуга» Євгена Плужника, «Голяндія» Дмитра Бузька, «Робітні люди» Михайла Івченка, «Вертеп» Аркадія Любченка, «Жанна-батальйонерка» Ґео Шкурупія, «Майстер корабля» Юрія Яновського, «Останній Ейджевуд» Юрія Смолича. Модерністський роман орієнтувався на інтелектуального читача з виробленим смаком. У цей час з'явилися перший науково-фантастичний та утопічний роман української літератури («Сонячна машина»), перший інтелектуальний роман («Доктор Серафікус»), перший урбаністичний роман (Місто) тощо. Поряд із такими творами публікувалися романи, що тяжіли до класичної для українського роману стилістики та реалістичного спрямування («Бур'ян» Андрія Головка, «Людолови» Зінаїди Тулуб).
Важливим був внесок у розвиток роману діаспорних письменників: «Людина біжить над прірвою» Івана Багряного, «Старший боярин» Тодося Осьмачки, «Жовтий князь» Василя Барки, «Ost» Уласа Самчука, «Герострати» Емми Андієвської.
Не зважаючи на радянську цензуру та переслідування всіх творів, що, на думку прорежимних критиків, відхилялися від методу соціалістичного реалізму, українські письменники змогли створити низку визначних творів романного жанру. Великий внесок у розвиток українського роману повоєнного часу зробили Михайло Стельмах, Олесь Гончар, Володимир Дрозд, Григорій Тютюнник, Міняйло Віктор Олександрович, Іван Чендей, Роман Іваничук, Роман Федорів, Романа Горак та ін.
Паралельно до латиноамериканського магічного реалізму, уособленого постаттю Маркеса, в Україні розвивалася так звана «химерна проза» («Козацькому роду нема переводу» Олександра Ільченка, «Лебедина зграя» Василя Земляка, твори Євгена Гуцала).
Особливе місце в розвитку українського роману 1960—1980-х років належить історичним романам (див.:Український історичний роман), серед яких вирізняються готичні, необарокові твори Валерія Шевчука, історико-біографічні романи Павла Загребельного та міфологічно-пригодницькі романи Івана Білика.
Після здобуття Україною незалежності в 1991 році та кількох кризових років для українських видавництв і поліграфічних підприємств український роман повернувся до читача, демонструючи стилістичну, тематичну й жанрову різноманітність. Уперше за багато років було перевидано видатні романи покоління Розстріляного Відродження, повернуто в літературне життя імена репресованих у сталінський час письменників-романістів та їхні твори.
Письменники стали часто звертатися до заборонених за радянського часу тем: «білі сторінки» української історії («Солодка Даруся» Марії Матіос, «Чорний ворон. Залишенець» Василя Шкляра, «Музей покинутих секретів» Оксани Забужко, соціальні проблеми («Місто уповільненої дії», «Пацики» Анатолія Дністрового), українська ідентичність, тема сексуальності тощо.
Розвинулися жанр детективу («Шлюбні ігрища жаб» Андрія Кокотюхи, історичної фантастики та антиутопії («Дефіляда» Василя Кожелянка, «Час смертохристів» Юрія Щербака, «Льодовик» Олександра Вільчинського, «Хронос» Тараса Антиповича), філософського («Коростишівський Платонов» Олександра Клименка), молодіжного («Культ», «Архе» Любка Дереша) та дитячого романа («Чудове Чудовисько» Сашка Дерманського, трилогія про джур, «Сині Води» Володимира Рудківського).
Етапними для розвитку постмодерністського роману в Україні стали такі твори, як «Герострати» Емми Андієвської, «Перверзія» Юрія Андруховича, «Польові дослідження з українського сексу» Оксани Забужко, «Щоденний жезл» Євгена Пашковського, «Кров по соломі» В'ячеслава Медвідя, «Ровно/Рівне» Олександра Ірванця, «Love story» Степана Процюка, «Мальва Ланда» Юрія Винничука, «Воццек» Іздрика, «Пафос» Володимира Єшкілєва, «НепрОсті» Тараса Прохаська, «Ворошиловград» Сергія Жадана, «Записки українського самашедшого» Ліни Костенко та ін.
Зростанню популярності українського роману сприяють зокрема й літературні премії (особливо такі, як Коронація слова, Книга року Бі-Бі-Сі). Номіновані та премійовані романи зазвичай очолюють списки бестселерів українських книгарень. Найуспішнішими авторами романів останніх років були:
- Андрій Курков (російськомовний роман «Пікнік на льоду» — 150 000 примірників)
- Люко Дашвар (загальний наклад 180 000 примірників)
- Марія Матіос («Солодка Даруся»)
- Оксана Забужко «Музей покинутих секретів» (перший наклад — 20 000 примірників)
- Ліна Костенко («Записки українського самашедшого» з грудня 2010 до червня 2011 року — 80 000 проданих примірників)
- Володимир Лис («Століття Якова» — чотири видання)
- Сергій Жадан «Ворошиловград»

та інші.
З перекладом у середині 1990-х років у швейцарському видавництві «Діогенес» роману «Пікнік на льоду» Андрія Куркова сучасний український роман потрапив на Захід. Зараз у каталогах найбільших книгарень Німеччини, Франції, Англії можна натрапити на романи Юрія Андруховича, Оксани Забужко, Любка Дереша, Сергія Жадана та інших авторів.

## Різновиди роману

### За будовою
- Екстенсивний роман — відкритий діям персонажа (напр.: «Дон Кіхот» Сервантеса).
- Інтенсивний роман — зосереджений на внутрішньому світі персонажа чи персонажів (напр.: «У пошуках втраченого часу» Марселя Пруста).

### За змістом
- Роман автобіографічний — жанровий різновид роману, у якому головним персонажем виступає сам автор, а події, вміщені у фабулі, — достеменні події з його життя.
- Роман біографічний — жанровий різновид роману, у центрі опису якого — життя певної історичної особи («Тарасові шляхи» Оксани Іваненко). Різновиди:
  - романізована біографія — прозовий твір, у якому документальні матеріали прототипа доповнені вигадкою, часом навіть містифікацією, напр.: «Дванадцять обручів» Юрія Андруховича  (образ Богдана-Ігоря Антонича), «Коростишівський Платонов» Олександра Клименка (образ Андрія Платонова).
  - романна біографія — наративний жанр, де використовуються лише документальні матеріали з життя прототипу (роман «Прометей або життя Бальзака» Андре Моруа).
- Роман виховання — жанровий різновид роману, присвячений проблемі формування особистості («Виховання почуттів» Гюстава Флобера).
- Роман воєнний — жанровий різновид роману, у центрі опису якого події, пов'язані з війною («Вогонь» Анрі Барбюса, «В сталевих грозах» Ернста Юнгера).
- Роман інтелектуальний — роман, зосереджений на аналізі певної інтелектуальної проблеми та на внутрішньому світі персонажа («Доктор Серафікус» Домонтовича).
- Роман історичний — роман, що побудований на історичному сюжеті, відтворює у художній формі якусь епоху, певний період історії.
- Роман пригодницький — роман, сюжет якого насичений незвичайними подіями й характеризується їхнім несподіваним поворотом, великою динамікою розгортання («Копальні царя Соломона», «Перстень цариці Савської» Генрі Райдера Гаґарда). Його різновид: роман подорожей.
- Роман соціально-побутовий часто відтворює конфлікт між людиною та суспільством. Його різновиди: родинний роман, жіночий роман, роман виробничий.
- Соціально-психологічний роман — один із різновидів романного жанру, у якому в складних, часто екстремальних життєвих ситуаціях розкриваються багатогранні характери героїв з усім розмаїттям їхнього психологічного функціонування в контексті соціального середовища.
- Роман фантастичний — роман, сюжет якого ґрунтується на фантастиці, тобто уявний світ якого не відповідає наявному реальному світу.
- Роман філософський — роман, у якому безпосередньо викладається світоглядна або етична позиція автора («Зачарована гора» Томаса Манна).
- Роман детективний — один із видів детективної літератури (іноді виділяється як різновид пригодницького роману).
- Роман крутійський, також пікарескний роман — роман, головним героєм якого є спритний шукач пригод, авантюрист, аморальний волоцюга, слуга-пікаро, що часто міняє господарів тощо.
- Роман науково-фантастичний — роман, якому властиві прогностичні функції; характерні описи неіснуючої техніки тощо. Див. також статтю Науковий роман.
- Роман-утопія — роман про уявний, вигаданий світ, про нездійсненну мрію. Роман-антиутопія є близьким до утопії, але вигаданий світ у ньому має функцію перестороги, попередження («451 за Фаренгейтом» Рея Бредбері).
- Роман тенденційний — різновид роману, у якому уявний світ, витворений автором, підпорядкований певний ідеологічній позиції.
- Роман географічний — роман, близький за жанром до роману подорожей.
- Роман мариністичний — роман на морську тематику («Червоний корсар», «Лоцман» Фенімора Купера, «Морський вовк» Джека Лондона).
- Роман урбаністичний — роман про місто і проблеми пов'язані з міським життям.
- Роман сатиричний — роман, основними засобами якого є сатира.
- Гротескно-сатиричний роман — роман, основними засобами якого є гротеск і сатира («Майстер і Маргарита» Михайла Булгакова, «Історія одного міста» Михайла Салтикова-Щедріна).
- Роман про митців — роман, присвячений творчій та життєвій долі митця («Місто» Валер'яна Підмогильного, «Майстер корабля» Юрія Яновського).
- Роман еротичний — роман, основною темою якого є еротичні переживання персонажа («Квіти сливи в золотій вазі»).

### За напрямком
- Роман готичний — роман, у якому зображено незвичні ситуації, жахи пекла, страхітливі жорстокості, великі таємниці, що перетворюють людину на іграшку надприродних сил. Його різновид: роман жахів.
- Роман просвітницький.
- Роман середньовічний.
- Роман бароковий.
- Роман сентиментальний.
- Роман романтичний.
- Роман постмодерний.

### За формою
- Роман у листах — різновид роману, поширений у XVII—XIX століттях, основою якого були епістолярні наративи персонажів.
- Роман у віршах — різновид змішаного жанру, який поєднує багатоплановість, епічні принципи розповіді з суб'єктивністю, притаманною ліричним творам.
- Роман у новелах — різновид роману, який не має цілісної композиції, складається з декількох автономних новел.
- Роман—хроніка — літературна форма роману, містить викладення подій у їх часовій послідовності в житті однієї людини чи цілої сім'ї («Сім'я Тібо» Р. М. дю Гар, «Історія одного міста» Михайла Салтикова-Щедріна).
- Роман-репортаж — синкретичний роман, у якому художній дискурс поєднується з документальним.
- Роман-памфлет — синтетичний жанр сатирично-публіцистичного спрямування часто на злободенну тему.
- Роман-притча, роман-алегорія — роман із типізованим, алегоричним сюжетом.
- Роман-сага — роман, близький до роману-хроніки, у якому описується історія певної родини («Стежка в траві. Житомирська сага» Валерія Шевчука).
- Роман-епопея — синтетичний жанр, що поєднує ознаки епопеї і роману.
- Роман-ріка — низка романів, кожен із яких, будучи самостійним твором, пов'язаний з іншими спільною долею героїв та фабули («Людська комедія» Оноре де Бальзака )
- Роман з продовженням — роман, друкований у періодичних виданнях, публікація тексту якого продовжується у кількох числах підряд.
- Графічний роман — роман-комікс, ілюстрований роман.

### За типом написання
- Бальзаківський роман
- Тургеньєвський роман
- Фолкнерівський роман
- Самчуківський роман, тощо[4]

## Історичні джерела про роман
- 1651: Paul Scarron, The Comical Romance, Chapter XXI. «Which perhaps will not be found very Entertaining» (London, 1700). Scarron's plea for a French production rivalling the Spanish «Novels». online
- 1670: Pierre Daniel Huet, «Traitté de l'origine des Romans», Preface to Marie-Madeleine Pioche de La Vergne comtesse de La Fayette, Zayde, histoire espagnole (Paris, 1670). Світова історія белетристики. pdf-edition Gallica France
- 1683: [Du Sieur], «Sentimens sur l'histoire» from: Sentimens sur les lettres et sur l'histoire, avec des scruples sur le stile (Paris: C. Blageart, 1680). The new novels as published masterly by Marie de LaFayette. online
- 1702: Abbe Bellegarde, «Lettre à une Dame de la Cour, qui lui avoit demandé quelques Reflexions sur l'Histoire» in: Lettres curieuses de littérature et de morale (La Haye: Adrian Moetjens, 1702). Paraphrase of Du Sieur's text. online
- 1705/1708/1712: [Anon.] Англійською, французькою і німецькою передмова до The Secret History of Queen Zarah and the Zarazians (Albigion, 1705). Bellegarde's article plagiarised. online
- 1713: Deutsche Acta Eruditorum, німецький огляд французького перекладу Delarivier Manley's New Atalantis 1709 (Leipzig: J. L. Gleditsch, 1713). Рідкісний приклад політичного роману, що обговорювався в газеті. online
- 1715: Jane Barker, передмова до Exilius or the Banish'd Roman. A New Romance (London: E. Curll, 1715). Plea for a «New Romance» following Fénlon's Telmachus. online
- 1718: Johann Friedrich Riederer, «Satyra von den Liebes-Romanen», from: Die abentheuerliche Welt in einer Pickelheerings-Kappe, 2 (Nürnberg, 1718). Німецька сатира на читання романів. online
- 1742: Henry Fielding, передмова до Joseph Andrews (London, 1742). The «comic epic in prose» and its poetics. online